# Rudgea sessilis
Rudgea sessilis är en måreväxtart som först beskrevs av Vell., och fick sitt nu gällande namn av Johannes Müller Argoviensis. Rudgea sessilis ingår i släktet Rudgea och familjen måreväxter.

## Underarter
Arten delas in i följande underarter:
- R. s. cipoana
- R. s. sessilis